# Trumps
O Trumps é uma discoteca LGBTQIA+, "hetero-friendly", localizada no Príncipe Real, em Lisboa, Portugal. Inaugurada em 1980, foi um dos primeiros espaços de diversão noturna gayfriendly na cidade e hoje continua parte das discotecas temáticas mais famosas da capital e do país.

## História
O Trumps foi inaugurado oficialmente em em 11 de dezembro de 1980, depois de a data inicial prevista ter sido adiada devido à morte do então primeiro-ministro Sá Carneiro. A discoteca esteve para se chamar Frogs, mas o nome Trumps foi preferido, por ser uma referência ao clube Tramp, de Londres.
Até à abertura do Trumps, os bares e discotecas gay de Lisboa eram "lugares mais ou menos guetizados, mas todos absolutamente estigmatizados". Em contrapartida, o Trumps começou a ser frequentado "por uma elite que incluía artistas, gente da moda, da televisão, da música, escritores", levando ao seu palco cantores populares em todo o país como Simone de Oliveira, Adelaide Ferreira, Rui Reininho, Tonicha, Maria de Lurdes Resende e outros. Um dos cantores que marcaram presença no Trumps foi  António Variações, o irónico cantor queer, que ali se estreou e ali compareceu pela última vez, na festa Amarelo e Branco.
Duas figuras marcantes da discoteca foram Rosa Maria, uma das proprietárias, que marcou o início da década de 1980 em Lisboa, e o porteiro, Pedro Cunha, "um homem raro, culto e sensível, um pensador e um poeta". Outro proprietário emblemático da discoteca foi Pedro Dias, desde 1985 até à sua morte, no final de 2020.
Em 2017, foi publicado o livro Histórias da Noite Gay de Lisboa, onde é contada a "história da primeira discoteca gay aberta a um público mais abrangente e que tornou, por um lado, o Trumps um espaço mítico da cidade e, por outro, fixou o Príncipe Real o epicentro da noite LGBT em Portugal."